# 斯特雷區
斯特雷區（羅馬化：Striiskyi raion）是烏克蘭利沃夫州的一个区，行政中心設於斯特雷，面積3854.0平方公里，2021年人口数量为325,491人。

## 历史
2020年7月18日乌克兰施行了行政区划改革，利沃夫州的区份数量减至7个，斯特雷區的面积扩展了数倍。原米科拉伊夫區、斯科萊區、日達奇夫區以及三个独立于区的城市合并至斯特雷區。合并前的斯特雷區面积为808平方公里，2020年人口数量为60,912人。

## 行政区划
斯特雷區下分为14个市镇，以下依市鎮人口由多到少排列：
- 斯特雷市鎮（烏克蘭語：Стрийська міська громада）
- 新羅茲迪爾市鎮（烏克蘭語：Новороздільська міська громада）
- 尼古拉耶夫市鎮（烏克蘭語：Миколаївська міська громада (Львівська область)）（米科拉伊夫市镇）
- 霍多里夫市鎮（烏克蘭語：Ходорівська міська громада）
- 斯科萊市鎮（烏克蘭語：Сколівська міська громада）
- 日達奇夫市鎮（烏克蘭語：Жидачівська міська громада）
- 莫爾申市鎮（烏克蘭語：Моршинська міська громада）
- 斯拉夫斯科市鎮
- 赫拉博韋茨-杜利貝市鎮（烏克蘭語：Грабовецько-Дулібівська сільська громада）
- 羅茲瓦迪夫市鎮（烏克蘭語：Розвадівська сільська громада）
- 茹拉夫諾市鎮（烏克蘭語：Журавненська селищна громада）
- 科焦瓦市鎮（烏克蘭語：Козівська сільська громада）
- 特羅斯佳內茨市鎮（烏克蘭語：Тростянецька сільська громада (Львівська область)）
- 赫尼兹德奇夫市鎮（烏克蘭語：Гніздичівська селищна громада）